# Orange Warsaw Festival
Orange Warsaw Festival (OWF) – festiwal muzyczny odbywający się w Warszawie od 2008. Sponsorem tytularnym jest Orange. Organizatorem oraz promotorem festiwalu w latach 2013–2015 była firma Rochstar Events, od 2016 jest to AlterArt. Festiwal aktualnie odbywa się na Torze Wyścigów Konnych Warszawa-Służewiec.

## Pierwsza edycja festiwalu – 2008
Pierwszy Orange Warsaw Festival odbył się 6 września 2008 na warszawskim Placu Defilad. Wydarzenie obejmowało sześć koncertów, w tym koncert otwarcia z artystami biorącymi udział w projekcie „W hołdzie Tadeuszowi Nalepie”. Na dużej scenie wystąpili między innymi Jan Borysewicz i Andrzej Nowak. Na scenie kameralnej wystąpili artyści tworzący projekt „Cafe Fogg”, będący hołdem dla Mieczysława Fogga, w tym m.in. Pinnawela, Mika Urbaniak, Sławek Uniatowski i Aleksandra Nieśpielak.
Następnie na dużej scenie pojawili się muzycy z brytyjskiego zespołu Apollo 440 i szwedzkiej grupy Teddybears oraz Kelly Rowland, byłej członkini grupy Destiny’s Child. Główną gwiazdą koncertu był Wyclef Jean, założyciel The Fugees.
Line up: Cafe Fogg, W hołdzie Tadeuszowi Nalepie, Apollo 440, Teddybears, Kelly Rowland, Wyclef Jean.

## Druga edycja festiwalu – 2009
4 i 5 września 2009 na Placu Defilad odbyła się druga edycja Orange Warsaw Festival. Ogółem w koncertach i dodatkowych przedsięwzięciach wzięło udział ponad 50 tys. widzów.
Line up: Maria Sadowska, JaConfetti, Smolik, Razorlight, Afromental, June, The Crystal Method, N.E.R.D, Groove Armada, Out of Tune, Skinny Patrini, Plastic, Calvin Harris, MGMT

## Trzecia edycja festiwalu – 2010
Trzecia edycja Orange Warsaw Festival odbyła się 28-29 sierpnia 2010 na terenie Toru Wyścigów Konnych na Służewcu w Warszawie. Po raz pierwszy zorganizowano konkurs „Wow! Music Awards!”, w którym do wygrania był występ na festiwalu. W konkursie zwyciężyli The Boogie Town, Anna Bergendahl i zespół Afromental, który dodatkowo zdobyli statuetkę za wygraną w głosowaniu widzów TVN i słuchaczy Radia ZET. Na scenie pojawili się: Kumka Olik, Kim Nowak, White Lies, Hole, Edyta Bartosiewicz, Aura Dione, Lisa Hannigan, Monika Brodka, Mika, Agnieszka Chylińska, Nelly Furtado.

## Czwarta edycja festiwalu – 2011
Czwarta edycja Orange Warsaw Festival odbyła się 17 i 18 czerwca 2011. Po raz pierwszy na Stadionie Wojska Polskiego. Na scenie pojawili się m.in. My Chemical Romance, Skunk Anansie, Moby, Jamiroquai i Plan B, a także Sistars, Michał Szpak oraz zespół FOX i Piotr Lisiecki, zwycięzcy drugiej edycji konkursu „Wow! Music Awards!”.

## Piąta edycja festiwalu – 2012
Piąty Orange Warsaw Festival odbył się 9 i 10 czerwca 2012. Na festiwalu wystąpili Clock Machine i Power of Trinity, laureaci konkursu „WOW! Music Award”, a także Fisz Emade Tworzywo, De La Soul, Garbage, Linkin Park, Kamp!, Ms. Lauryn Hill, The Prodigy i Groove Armada.

## Szósta edycja festiwalu – 2013
Szósta edycja Orange Warsaw Festival po raz pierwszy odbyła się w maju. Koncerty zagrano 25 i 26 maja 2013. W tym roku festiwal również przeniósł się na Stadion Narodowy.
Orange Warsaw Festival po raz pierwszy miało swoje miasteczko festiwalowe, które było otwarte już 24 maja.
Line-up:
- 25 maja 2013:

18:30 – OCN
19:30 – Tinie Tempah
20:45 – Basement Jaxx
23:00 – Beyoncé
- 26 maja 2013:

17:30 – Lipali
19:00 – Cypress Hill
21:00 – The Offspring
23:00 – Fatboy Slim

## Siódma edycja festiwalu – 2014
Orange Warsaw Festival 2014 odbył się od 13 do 15 czerwca na Stadionie Narodowym w Warszawie. Po raz pierwszy festiwal trwał trzy dni, a artyści wystąpili na dwóch scenach.
Scena „Orange Stage”: 

13 czerwca – Kings of Leon, Queens of the Stone Age, Pixies, French Films

14 czerwca – Florence and the Machine, The Kooks, The Wombats, Bombay Bicycle Club

15 czerwca – OutKast, David Guetta, Kasabian, Miles Kane
Scena „Warsaw Stage”: 

13 czerwca – Snoop Dogg, Lily Allen, Martin Garrix, The Pretty Reckless, Jamal, Ska-P

14 czerwca – Hurts, Chase & Status, The Prodigy, Rita Ora, Ella Eyre, Skubas

15 czerwca – Bring Me the Horizon, I Am Giant, Limp Bizkit, Chemia
Po serii skarg ze strony mieszkańców okolic stadionu zdecydowano, że od kolejnej edycji Festiwal ponownie odbywać się będzie na terenie toru wyścigów konnych na Służewcu.

## Ósma edycja festiwalu – 2015
Orange Warsaw Festival 2015 odbył się w dniach 12-14 czerwca na Torze Wyścigów Konnych w Warszawie
12 czerwca – Afromental, Agyness B. Mary, Crystal Fighters, Gooral, Hey, Kari, Mela Koteluk, Noel Gallagher’s High Flying Birds, Papa Roach, Sheppard, Terrific Sunday, The Chemical Brothers, Three Days Grace, We Draw A, Wolf Alice

13 czerwca – Baasch, Big Sean, Carrion, Coria, FKA Twigs, Kamp!, Łąki Łan, Mark Ronson, Molesta Ewenement, Katarzyna Nosowska, Palma Violets, Paloma Faith, Rusty Cage, Young Stadium Club

14 czerwca – Asking Alexandria, Bastille, Benjamin Clementine, Birth of Joy, Bokka, Cosovel, Incubus, K Bleax, Kadebostany, Lari Lu, Maria Peszek, Metronomy, Muse, Parkway Drive, Zagi

## Dziewiąta edycja festiwalu – 2016
Orange Warsaw Festival 2016 odbył się 3 i 4 czerwca ponownie na Torze wyścigów konnych w Warszawie
3 czerwcaLana Del Rey, Skunk Anansie, Xxanaxx, Die Antwoord, Kaliber 44
4 czerwcaSkrillex, Editors, MØ, Daughter, Julia Marcell, SchoolBoy Q, Tom Odell

## Dziesiąta edycja festiwalu – 2017
Orange Warsaw Festival 2017 odbył się 2 i 3 czerwca na Torze wyścigów konnych w Warszawie. Artyści wystąpili na dwóch scenach Orange Stage oraz Warsaw Stage.
2 czerwca
- Na głównej scenie Orange Stage odbyły się koncerty: Kodaline, Years & Years, headlinerów pierwszego dnia, czyli Kings of Leon oraz Martina Garrixa.
- Na scenie Warsaw Stage zagościli: SUUMOO, Little Simz, Łona i Webber, Maria Peszek i Kamp!.

3 czerwca
- Orange Stage: Daria Zawiałow, Two Door Cinema Club, headlinerzy Imagine Dragons i zespół Justice.
- Warsaw Stage: Rosalie., Lor, Miuosh, You Me at Six i Natalia Nykiel.

## Jedenasta edycja festiwalu – 2018
Orange Warsaw Festival 2018 ponownie odbył się 1 i 2 czerwca na Torze Wyścigów Konnych w Warszawie. Artyści wystąpili na dwóch scenach Orange Stage oraz Warsaw Stage.
1 czerwca
- Orange Stage: Sam Smith, LCD Soundsystem, Dua Lipa, O.S.T.R.
- Warsaw Stage: Rasmentalism, Ralph Kaminski, Nines, Rebeka, Sonar

2 czerwca
- Orange Stage: Taco Hemingway, Tyler, the Creator, Florence and the Machine, Axwell /\ Ingrosso.
- Warsaw Stage: Mela Koteluk, The Dumplings, Marcelina, Mery Spolsky, Baranovski

## Dwunasta edycja festiwalu – 2019
Orange Warsaw Festival 2019 odbył się 31 maja 1 czerwca na Torze wyścigów konnych w Warszawie.
31 maja
- Orange Stage: Solange Knowles, Marshmello, Rita Ora, Quebonafide
- Warsaw Stage: SG Lewis, Łona, Webber & The Pimps, Otsochodzi, Bitamina

1 czerwca
- Orange Stage: Miley Cyrus, The Raconteurs, Troye Sivan, Jan-Rapowanie
- Warsaw Stage: Miles Kane, Julia Pietrucha, Terrific Sunday, Lor, MIN t

## Trzynasta edycja festiwalu - 2022
Orange Warsaw Festival 2022 został zorganizowany po dwóch latach pandemii COVID-19. Festiwal odbył się 3 i 4 czerwca na Torze wyścigów konnych w Warszawie.
3 czerwca
- Orange Stage: Tyler, the Creator, Charli XCX, Nas, Joey Badass
- Warsaw Stage: Żabson x Young Igi, Szczyl, Kinny Zimmer, Julia Wieniawa, Zalia

4 czerwca
- Orange Stage: Florence and the Machine, Stormzy, Foals, Rosalie.
- Warsaw Stage: Sigrid, Karaś x Rogucki, Kacperczyk, Kukon, Kasia Lins

## Czternasta edycja festiwalu - 2023
Orange Warsaw Festival 2023 odbył się 2 i 3 czerwca na Torze wyścigów konnych w Warszawie.
2 czerwca
- Orange Stage: Thirty Seconds to Mars, Zara Larsson, The Kid Laroi, Aurora
- Warsaw Stage: Jan-Rapowanie, Ralph Kaminski, Vito Bambino, Alina Pasz, Daria ze Śląska

3 czerwca
- Orange Stage: Ellie Goulding, Martin Garrix, The 1975, Igo
- Warsaw Stage: Oki, Daria Zawiałow, Otsochodzi, Jann, Faustyna Maciejczuk

## Piętnasta edycja festiwalu - 2024
Orange Warsaw Festival 2024 odbył się 7 i 8 czerwca na Torze wyścigów konnych w Warszawie.
7 czerwca
- Orange Stage: The Prodigy, Skepta, Yungblud, Ken Carson
- Warsaw Stage: Mrozu, Kenya Grace, Kwiat Jabłoni, Tommy Cash, Dawid Tyszkowski

8 czerwca
- Orange Stage: Nicki Minaj, Troye Sivan, Jungle, Omar Apollo
- Warsaw Stage: Jessie Ware, PRO8L3M, Yeat, Libianca, Kaśka Sochacka, Nita

## Szesnasta edycja festiwalu - 2025
Orange Warsaw Festival 2025 odbył się 30 i 31 maja na Torze wyścigów konnych w Warszawie.
30 maja
- Orange Stage: Loreen, Michael Kiwanuka, Jamie xx, Chappell Roan
- Warsaw Stage: Lordofon, Jude York, Hubert., Chivas, Bambi

31 maja
- Orange Stage: Szczyl, Bladee, Marina, Charli XCX
- Warsaw Stage: Coals, Sara James, Margaret, Kuban, Barry Can't Swim